# Miron Chodakowski
Mirosław Miron Chodakowski, född den 21 oktober 1957 i Białystok, Polen, död i flygolycka den 10 april 2010 i Petschorsk vid Smolensk, Ryssland, var ärkebiskop i Polsk-ortodoxa kyrkan i Polen och militärordinarius för Polens militär.